# Bank of Ireland
Bank of Ireland Group plc er en irsk bank. Den tilbyder bankforretning til privat, erhverv og forretningsbank. Banken åbnede i 1783 på foranledning af Parliament of Ireland, der vedtog et lovforslag i 1781. Parliament House (parlamentsbygningen) udgjorde fra 1803 til 1970 bankens hovedkvarter. Hovedkvarteret er fortsat i Dublin. Bank of Ireland Group plc fungerer som holdingselskab for Bank of Ireland og er børsnoteret på Irish Stock Exchange og London Stock Exchange.